# Омикрон Орла
Омикрон Орла (ο Орла, Omicron Aquilae, ο Aquilae, сокращ. Omi Aql, ο Aql) — двойная звезда в экваториальном созвездии Орла, почти в полутора градусах к северу от Альтаира, что позволяет довольно легко его найти. Омикрон Орла имеет видимую звёздную величину +5,11m, и, согласно шкале Бортля, видна невооружённым глазом даже на засвеченном пригородном небе (англ. Bright suburban sky).
Из измерений параллакса, полученных во время миссии Hipparcos, известно, что звезда удалена примерно на 62,6 св. лет (19,2 пк) от Земли. Звезда наблюдается севернее 80° ю. ш., то есть видна практически на всей территории обитаемой Земли, за исключением приполярных областей Антарктиды. Лучшее время для наблюдения — июль.
Омикрон Орла практически не движется относительно Солнца: её радиальная гелиоцентрическая скорость практически равна −0,2 км/с, что в 50 раз меньше скорости местных звёзд Галактического диска, а также это значит, что звезда приближается к Солнцу. По небосводу звезда движется на юго-восток.
Омикрон Орла (латинизированный вариант лат. Omicron Aquilae) является обозначением Байера, данным им звезде в 1603 году. 54 Орла (латинизированный вариант лат. 54 Aquilae) является обозначением Флемстида.
Обозначения остальных компонентов как Омикрон Орла A, B, С, D и E вытекают из конвенции, используемой Вашингтонским каталогом визуально-двойных звёзд (WDS) для звёздных систем, и принятого Международным астрономическим союзом (МАС).

## Свойства двойной звезды
Омикрон Орла— это широкая пара звёзд: в телескоп видно, что это две звезды, блеск которых + 5,11 m и + 13.70m. Обе звезды отдалены друг от друга на угловое расстояние в 0,215 ", что соответствует большой полуоси орбиты между компаньонами, по крайней мере, 375 а.е. и периоду обращения по крайней мере, 6000 лет (для сравнения радиус орбиты Плутон равен 39,5 а.е. и период обращения равен 247,9 лет, то есть Омикрон Орла B находится в 9 раз, а то в 10 раз дальше). К сожалению, лучшие параметры орбиты не известны.
Если мы будем смотреть со стороны Омикрон Орла A на Омикрон Орла B, то мы увидим красную звёздочку, которая светит с яркостью 5 Венер. С другой стороны, если мы будем смотреть со стороны Омикрон Орла B на Омикрон Орла A, то мы увидим бело-жёлтую звезду, которая светит с яркостью 10 Лун в полнолунии. Причём угловой размер звезды будет — 0,002°, то есть в 250 раз меньше нашего Солнца.
Возраст системы Омикрон Орла — около 3,3 млрд., то есть у звезды осталось порядка двух миллиардов лет, прежде чем она откажется от ядерного синтеза и превратится сначала в субгиганта, а затем станет красным гигантом.
Омикрон Орла в 1979-80 годах вспыхнула двумя супервспышками, при которой она увеличила яркость на 0,07 звёздной величины и которая длилась, по крайней мере, пять дней. Вторая супервспышка произошла в 1980 году при ней звезда увеличила яркость на 0,09 звёздной величины и она длилась, по крайней мере, пятнадцать дней. Энергия, выделенная во время второй вспышки, оценивается в 9 × 1037эрг. Таким образом, Омикрон Орла ведёт себя также как 5 Змеи или Грумбридж 1830.

### Свойства компонента A
Омикрон Орла A — карлик спектрального класса F8V, что указывает на то, что водород в ядре звезды служит ядерным «топливом», то есть звезда находится на главной последовательности. Звезда почти подобна Солнцу, хотя, за некоторыми заметными исключениями, которые очень важны. Звезда излучает энергию со своей внешней атмосферы при эффективной температуре около 6090 К, что придаёт ей характерный жёлто-белый цвет звезды спектрального класса F.
Масса звезды обычна для карлика и составляет 1,252 {\displaystyle M_{\bigodot }}. В связи с небольшим расстоянием до звезды её радиус может быть измерен непосредственно, и первая такая попытка была сделана в 1967 году. Её абсолютный радиус был оценён в 1,1 {\displaystyle R_{\bigodot }}, что как мы знаем сегодня было в полтора раза меньше истинного диаметра, который составляет 1,52 {\displaystyle R_{\bigodot }}. Светимость звезды напрямую не померена, но зная её радиус и температуру, можно определить, используя закон Стефана-Больцмана, что её светимость составляет 2,84 {\displaystyle L_{\bigodot }}. Для того, чтобы планета, аналогичная нашей Земле, получала примерно столько же энергии, сколько она получает от Солнца, её надо было бы поместить на расстоянии 1,69 а. е., то есть примерно в ту точку, которая находится несколько дальше Марса, расстояние до которого составляет 1,52 а. е. Причём с такого расстояния Омикрон Орла A выглядел бы на 4 % меньше нашего Солнца, каким мы его видим с Земли — 0,48° (угловой диаметр нашего Солнца — 0,5°).
Звезда имеет поверхностную гравитацию 4,07 СГС или 117 м/с2, то есть почти втрое меньше, чем на Солнце (274,0 м/с2), что, по-видимому, может объясняться большой поверхностью звезды, при малой массе. Звезды, имеющие планеты, имеют тенденцию иметь большую металличность по сравнению Солнцем и Омикрон Орла A имеет значение металличности почти на четверть больше, чем на Солнце: содержание железа в ней относительно водорода составляет 117 %, что позволяет предположить, что звезда пришла из других областей Галактики, где доступно больше металлов, и рождено в молекулярном облаке благодаря более плотному звёздному населению и большему количеству сверхновых звёзд. Звезды, богатые металлам, являются питательной средой для планет, но у Омикрон Орла A, похоже, даже нет остаточного диска который, по крайней мере, был бы свидетельством существования планетной системы. Скорость вращения у Омикрон Орла A почти солнечная и равна 3 км/с, что даёт период вращения звезды почти солнечный — 26,3 дня.

### Свойства компонента B
Омикрон Орла B — красный карлик спектрального класса M3V с массой звезды равной 0,33 {\displaystyle M_{\bigodot }}. В связи с небольшим расстоянием до звезды её радиус может быть измерен непосредственно, и первая такая попытка была сделана в 1967 году. Её абсолютный радиус был оценён в 0,38 {\displaystyle R_{\bigodot }}, что очень хорошо согласуется с радиусом, характерным для красных карликов спектрального класса M3V. Исходя из теории звёздной эволюции его светимость должна быть равна 0,015 {\displaystyle L_{\bigodot }}. Для того чтобы планета, аналогичная нашей Земле, получала примерно столько же энергии, сколько она получает от Солнца, её надо было бы поместить на расстоянии 0,12 а.е., то есть примерно в трое ближе, чем та точка, где в Солнечной системе находится Меркурий, чей радиус орбиты равен 0,39 а.е.. Причём с такого расстояния, Омикрон Орла B выглядела бы в более чем 3 раза больше нашего Солнца, каким мы его видим с Земли — 1,69° (угловой диаметр нашего Солнца — 0,5°).

## История изучения кратности звезды
В 1910 году Р. Джонкир открыл, что Омикрон Орла является тройной звездой, то есть открыл компоненты AB и AC и звезды вошли в каталоги как J 124. Затем в 1982 году, с развитием телескопостроения, у звезды был открыты компоненты AD и AE и звезды вошли в каталоги как POP 1228. Согласно Вашингтонскому каталогу визуально-двойных звёзд, параметры этих компонентов приведены в таблице:
| Компонент | Год  | Количество измерений | Позиционный угол | Угловое расстояние | Видимая звёздная величина 1 компонента | Видимая звёздная величина 2 компонента |
| AB        | 1910 | 11                   | 162°             | 20.5″              | 5.11m                                  | 13.50m                                 |
| AB        | 1958 | 11                   | 203°             | 14.4″              | 5.11m                                  | 13.50m                                 |
| AB        | 2016 | 11                   | 254°             | 20.5″              | 5.11m                                  | 13.50m                                 |
| AC        | 1910 | 20                   | 222°             | 22.6″              | 5.11m                                  | 13.70m                                 |
| AC        | 2016 | 20                   | 220°             | 21.5″              | 5.11m                                  | 13.70m                                 |
| AD        | 1982 | 9                    | 120°             | 58.8″              | 5.11m                                  | 13.20m                                 |
| AD        | 2016 | 9                    | 122°             | 48.30″             | 5.11m                                  | 13.20m                                 |
| AE        | 1982 | 9                    | 145°             | 89.7″              | 5.19m                                  | 12.14m                                 |
| AE        | 2016 | 9                    | 149°             | 80.50″             | 5.19m                                  | 12.14m                                 |

Обобщая все сведения о звезде, можно сказать, что у звезды Омикрон Орла есть спутник (компонент AС), звезда 14-й величины, находящийся на очень малом угловом расстоянии, которое он изменил, двигаясь по эллиптической орбите, в течение последних почти 115 лет и он, несомненно, настоящий компаньон. Теперь, находясь на угловом расстоянии 21,5 секунд дуги от компонента «А», он изменил своё расстояние лишь на 1,1 секунд дуги за прошедшее столетие, хотя пара АC сместилась относительно своего окружения почти на полминуты дуги, то есть примерно в 30 раз больше скорости окружающих пару звёзд.
Рядом находится, звезда 14-й величины (компонент AB), находящаяся на угловом расстоянии 21,5 секунд дуги у которой известен каталожный номер — UCAC3 201-264594 и она находится, судя по её параллаксу на расстоянии более 17 000 св. лет. Про компоненты AD n AE, мало что можно сказать определённого так как он был открыт совсем недавно, но вероятнее всего они не входят в систему Омикрон Орла.

## Ближайшее окружение звезды
Следующие звёздные системы находятся на расстоянии в пределах 20 световых лет от звезды Омикрон Орла (включены только: самая близкая звезда, самые яркие (<6,5m) и примечательные звёзды). Их спектральные классы приведены на фоне цвета этих классов (эти цвета взяты из названий спектральных типов и не соответствуют наблюдаемым цветам звёзд):
| Звезда      | Спектральный класс | Расстояние, св. лет |
| HD 190067   | G8 V               | 6.49                |
| 15 Стрелы   | G1 V               | 9.58                |
| HD 189733   | G5 V-VI            | 13.74               |
| 31 Орла     | G8 IV              | 15.25               |
| Дельта Орла | F0 IV              | 16.18               |
| Альшаин     | G8 IV              | 18.93               |

Рядом со звездой, на расстоянии 20 световых лет, есть ещё порядка 20 красных, оранжевых карликов и жёлтых карликов спектрального класса G, K и M, а также 2 белых карлика, которые в список не попали.